# کاترین هلموند
کاترین مری هلموند (انگلیسی: Katherine Marie Helmond؛ زادهٔ ۵ ژوئیهٔ ۱۹۲۹ – درگذشته ۲۳ فوریه ۲۰۱۹) یک هنرپیشه تئاتر تلویزیون و سینما و کارگردان تلویزیونی اهل ایالات متحده آمریکا که از سال ۱۹۵۵ میلادی تا ۲۰۱۸ مشغول فعالیت بوده‌است.

## بخشی از فیلمشناسی
از فیلم‌ها یا برنامه‌های تلویزیونی که وی در آن نقش داشته‌است می‌توان به آثار زیر اشاره کرد.
- بیمارستان (فیلم ۱۹۷۱) (۱۹۷۱)
- هیندنبورگ (فیلم) (۱۹۷۵)
- توطئه خانوادگی (۱۹۷۶)
- سارقان زمان (۱۹۸۱)
- برزیل (فیلم ۱۹۸۵) (۱۹۸۵)
- بر فراز دریا (۱۹۸۷)
- درون مانکی زترلند (۱۹۹۲)
- ترس و نفرت در لاس وگاس (۱۹۹۸)
- ماشین‌ها (انیمیشن) (۲۰۰۶)
- ماشین‌ها ۲ (۲۰۱۱)
- ماشین‌ها ۳ (۲۰۱۷)
- مرد شش‌میلیون‌دلاری (۱۹۷۵)
- خون حقیقی (۲۰۱۱)